# 魔剑 (1990年游戏)
《魔法剑》是一款由卡普空制作和发行的平台类游戏。本作先于1990年在街机发行。后于1992年5月29日在日本地区超级任天堂发行。
游戏发生在一个中古奇幻世界。英雄艾蘭與伯爾格必须前往龍塔，與夥伴們踏上討伐黑暗魔王德拉克馬之旅。
本作為横向卷轴游戏，具有平台类砍杀元素。

## 登場角色

### 玩家角色
艾蘭
1P主角，職業為勇者，專用武器為劍
貝爾格
2P主角，職業為戰士，專用武器為斧，但超級紅白機版未登場。

### 夥伴角色
輔佐玩家的8位夥伴角色，但一開始被關入牢籠，必須用相對應的鑰匙來解救，夥伴角色一旦HP耗完就退場，之後能再次遇到夥伴角色，另外隨時間也能自動回復HP。
莎拉
亞馬遜王國的女戰士，專用武器為弩。
長老的水晶啟示下與同鄉女戰士共9位一同前往龍塔，於七個月前抵達龍塔。
烏瑪
坦里村的村民，和自身強壯體格不同的是性格溫文爾雅，專用武器為能投擲回收的大斧
最早察覺龍塔的異變，並與同鄉村民共19人一同調查。
紐拉
數個月前對龍塔的異變有所徵兆，並傳喚數十名徒弟述說此事，之後帶徒弟阿爾卡與達路爾一同前往龍塔。
能使出高威力的魔法飛彈。
德瑞克
奉西邊盜賊團首領之令，整隊潛入龍塔盜取寶物，專用武器為匕首與炸彈
但隊伍其中一人卻無意間打開被詛咒的寶箱冒出不少魔物，造成隊伍不少混亂，德里克逃離危險，但依然困在龍塔裏出不來。
阿里奧
在能看望龍塔的山岳城市艾倫的教會，自己看到聚在一起10位僧侶要準備出發，而因感受上帝的指示加入隊伍並出發去龍塔。
專用武器為法杖，能發射具有追蹤敵人的光彈。
凱
忍者軍團頭領，專用武器為手裏劍。
為尋找傳說中的霸主之劍而來到龍塔，整隊108人進入龍塔，但再重聚時隊伍只剩14人。
羅塔爾
拉瑪王朝的皇家騎士團第2團長，於邊境地區調查途中抵達龍塔與僧侶阿里奧一行會合，專用武器為三叉槍。
龍吾
持有強大力量的龍戰士蜥蜴人，因感受魔王復活帶來的黑暗力量而聚集於龍塔。
內心卻隱藏善良光明的一面。